# エドワード・エヴァン・エヴァンズ＝プリチャード
エドワード・エヴァン・エヴァンズ＝プリチャード（Sir Edward Evan Evans-Pritchard, 1902年9月21日 - 1973年9月11日）はイギリスの社会人類学者。オックスフォード大学の社会人類学教室で1946年から1970年まで教授職を務めた。

## 経歴
1902年、英国イースト・サセックス・クロウバラに生まれた。ウィンチェスター・カレッジで教育を受け、オックスフォード大学エクセター・カレッジで歴史学を学んだ。在学時にロバート・マレット(Robert Ranulph Marett)の影響を受け、卒業後はロンドン・スクール・オブ・エコノミクスに進んだ。マリノフスキ─の最初の学生となった。1928年、学位論文"The social organization of the Azande of the Bahr-el-Ghazal province of the Anglo-Egyptian Sudan"(イギリス・エジプト領スーダンバハル・アル・ガザール地方のアザンデ族の社会組織)を提出して博士号を取得した。
1946年、ラドクリフ=ブラウンの後をついで、オックスフォード大学社会人類学講座教授となった。

## 受賞・栄典
- 1963年：トーマス・ハックスリー記念賞
- 1971年：サーの称号を授与された。

## 研究内容・業績
- 機能から意味へ、科学主義から人文主義への転換を提唱し、大きな影響を与えたイギリス社会人類学の中心人物のひとりである。
- 呪術（妖術）や宗教、婚姻制度などを研究した。

## 著作
- E.E. エヴァンズ=プリチャード 著、向井元子 訳『アザンデ人の世界―妖術・託宣・呪術』みすず書房、2001年（原著1937年）。ISBN 4622038412。
- E.E. エヴァンズ=プリチャード 著、向井元子 訳『ヌアー族 : ナイル系一民族の生業形態と政治制度の調査記録』岩波書店、1978年（原著1940年）。
  - 新版『ヌアー族：ナイル系一民族の生業形態と政治制度の調査記録』平凡社ライブラリー、1997年、改版2023年
- E.E. エヴァンズ=プリチャード (1949). The Sanusi of Cyrenaica.. London: Oxford University Press.
- E.E. エヴァンズ=プリチャード 著、長島信弘・向井元子 訳『ヌアー族の親族と結婚』岩波書店、1985年（原著1951年）。
- E.E. エヴァンズ=プリチャード 著、向井元子 訳『ヌア─族の宗教』岩波書店、1982年（原著1956年）。
  - 新版『ヌアー族の宗教』平凡社ライブラリー 1995
- エヴァンス=プリチャード『人類学入門』吉田禎吾訳、弘文堂 1970